# فاليرس (أوبي)
فاليرس (بالفرنسية: Vallières, Aube)‏ هي بلدية تقع في فرنسا في Canton of Chaource.[بحاجة لمصدر] يقدر عدد سكانها بـ 138 نسمة ومساحتها 8.34 كم2 وترتفع عن سطح البحر 236 متر.